# Woo Min-ho
Woo Min-ho (* 1971) ist ein südkoreanischer Filmregisseur und Drehbuchautor.

## Leben
Woo ist Absolvent der Chung-Ang University im Fach Film. Während seiner Zeit am Goldsmiths, University of London drehte er im Jahr 2000 seinen ersten Kurzfilm mit dem Titel Who killed Jesus?.
Er ist vor allem bekannt für seinen Thriller Inside Men – Die Rache der Gerechtigkeit (2015). Mit über 9,1 Millionen verkauften Karten ist es in der südkoreanischen Kinogeschichte der erfolgreichste Film ohne Jugendfreigabe. Für den Film erhielt er den prestigeträchtigen Daejong-Filmpreis in den Kategorien beste Regie und bestes Drehbuch. 2018 kam mit The Drug King sein nächster Film über ein Verbrechersyndikat in Busan heraus. Im Oktober 2018 begannen die Dreharbeiten zur Romanverfilmung The Man Standing Next über das Attentat auf Park Chung-hee, der Januar 2020 veröffentlicht wurde.

## Filmografie
- 2000: Who killed Jesus? (Kurzfilm)
- 2010: Man of Vendetta (파괴된 사나이)
- 2012: The Spies (간첩)
- 2015: Inside Men (내부자들)
- 2018: The Drug King (마약왕)
- 2020: Das Attentat – The Man Standing Next (남산의 부장들)